# 科爾基
51°5′48″N 25°40′41″E / 51.09667°N 25.67806°E
科爾基（羅馬化：Kolky）是烏克蘭的鎮，位於該國西北部沃倫州，處於斯特里河畔，始建於1020年，面積3.3平方公里，海拔高度201米，2024年人口3,900，人口密度每平方公里1,223人。